# Die Puppenspieler (Film)
Die Puppenspieler ist ein zweiteiliger deutsch-tschechischer Fernsehfilm aus dem Jahr 2017. Die Verfilmung des gleichnamigen Historienromans von Tanja Kinkel wurde am 27. und 29. Dezember 2017 im ersten Fernsehprogramm der ARD gezeigt. Unter der Regie von Rainer Kaufmann spielen Samuel Schneider und Helen Woigk die fiktiven Figuren Richard und Saviya, Herbert Knaup ist als Jakob Fugger und Ulrich Matthes als Papst Alexander VI. zu sehen.

## Handlung
Der Film zeigt als Rahmenhandlung das vorgebliche Geschäftsgebaren Jakob Fuggers am Ende des 15. Jahrhunderts. Um seine ungarischen Bergwerke vor dem Ansturm der Türken zu schützen, soll Jakob Fugger die Papstwahl 1492 zu seinen Gunsten beeinflusst haben. Sein Schützling Richard stellt sich zur gleichen Zeit dem Hexenwahn des Dominikaners Heinrich Institoris entgegen.

### Teil 1 – Aus dem Feuer
Der junge Klosterschüler Richard muss 1484 mit ansehen, wie seine Mutter Zobeida nach Anklage und Folter von dem Fanatiker Heinrich Institoris als Hexe verbrannt wird. Im Angesicht ihres Todes greift Richard Institoris mit einem Messer an und ersticht ihn scheinbar. Der mächtige Augsburger Kaufmann Jakob Fugger nimmt den Waisen Richard bei sich auf und erklärt ihm, dass die am Tod seiner Mutter schuldigen Inquisitoren in Rom im Umfeld des derzeitigen kranken Papstes Innozenz VIII. zu suchen seien. Da dieser Papst kein Interesse an der Verteidigung Ungarns vor dem Ansturm des Osmanischen Heeres zeigt, andererseits Jakob Fugger seine dort gelegenen zahlreichen Silberminen geschützt wissen will, arbeitet er darauf hin, den ihm genehmen Kardinal Ascanio Sforza als Nachfolger auf den Stuhl Petri zu bekommen. Jakob Fugger, Richard und der Vertraute Anton Eberding reisen deshalb nach Italien, um die Kardinäle im Sinne Fuggers zu bestechen. Durch eine Verkettung tragischer Umstände begegnet Richard jedoch seinem alten und noch immer lebenden Feind Institoris wieder, der im Anliegen, mehr Macht zu bekommen, ebenfalls auf dem Weg in den Vatikan ist.
Während der Reise lernt Richard zufällig die junge Zigeunerin Saviya kennen, die ihn mit ihrer Sinnlichkeit beeindruckt, deren Aberglaube ihn aber abstößt, so dass sich ihre Wege bald trennen. Jakob Fugger gelingt es derweil, durch den Prälaten Maffeo Gherardo Zutritt zum Kreis der Mächtigen Italiens zu bekommen, vor allem Kontakt zu dem unberechenbaren Kardinal Rodrigo Borgia. Fugger, Richard und Eberding sind willkommen als Gäste im Palazzo der Medici, wo sich die Intriganten treffen: Borgia, dessen Sohn Cesare, Ascanio Sforza und der oppositionelle Kardinal Giuliano della Rovere – ein Freund des ebenfalls anwesenden Abtes Torrani, dem Institoris und die Inquisition unterstehen. Auf diesem Ball der Mächtigen sieht Richard Saviya wieder.

### Teil 2 – Ans Licht
Die Fugger kommen über Florenz nach Rom, um die anstehende Papstwahl zu beeinflussen und den Machtkampf zwischen den Medicis und den Borgias zu erleben. Richards Liebe zu der geheimnisvollen Wahrsagerin und Tänzerin Saviya sowie seine Auseinandersetzung mit den Hexenverfolgern drohen die Mission Jakob Fuggers mehrmals scheitern zu lassen. Der ursprünglich erwünschte Kandidat lässt sich nicht durchsetzen, und es besteigt 1492 Rodrigo Borgia als Papst Alexander VI. schließlich den Heiligen Stuhl.
Richards Liebe zu Saviya scheint jedoch verloren, da sie immer tiefer in die Ränke der Macht verstrickt wird.
Als Wahrsagerin Alexanders VI und Geliebte seines Sohnes Cesare ist sie für ihn unerreichbar.
Als Giuliano della Rovere Rache für die korrumpierte Papstwahl üben will, wird Saviya von Torrani und seinem Schergen Heinrich Institoris entführt und auf den Scheiterhaufen gebracht.
Richard ersucht Alexander VI. um Gnade, stößt jedoch wegen dessen Angst vor dem mächtigen Della Rovere auf taube Ohren und handelt auf eigene Faust.
Jakob Fugger versucht, ihn davon abzuhalten, wobei Richard erfährt, dass Fugger sein leiblicher Vater und der Geliebte seiner toten Mutter ist.
Er lässt sich jedoch nicht aufhalten und fragt Fugger stattdessen, wo er war, als seine Mutter verbrannt wurde.
Es kommt zum Kampf, in dem Saviya knapp dem Tod entgeht.
Richard und Institoris begegnen sich dabei zum ersten Mal auf Augenhöhe.
Im Angesicht des drohenden Todes durch Richards Degen an seiner Kehle gibt sich Heinrich Institoris geschlagen.
Ihm und Torrani gelingt die Flucht, mehrere seiner Handlanger aber sterben durch die Klingen von Eberding und Jakob Fugger.
Anton Eberding wird verletzt und erliegt einer Bauchwunde.
Die Trauer führt Richard und Saviya zusammen.

## Produktion
Die Puppenspieler ist eine Produktion von Ziegler Film in Koproduktion mit Degeto Film, dem Bayerischen Rundfunk, dem Norddeutschen Rundfunk und  MIA Film. Gefördert  wurde der Film durch den Tschechischen Staatsfonds der Kinematografie, den FilmFernsehFonds Bayern und Nordmedia.
Der Film wurde von April bis Juli 2015 in der Tschechischen Republik, in Bayern und Italien gedreht.

## Veröffentlichung
Die Uraufführung fand am 30. Juni 2017 beim Filmfest München statt. Bei der Ausstrahlung im Ersten am 27. Dezember 2017 erreichte Teil eins 5,33 Mio. Zuschauer und einen Marktanteil von 16,9 %, zwei Tage später fiel Teil zwei auf 4,55 Mio. Zuschauer und 14,8 % Marktanteil ab.

## Rezeption
Für Willi Winkler, Kritiker in der Süddeutschen Zeitung, war Die Puppenspieler ein „süßsaurer Mittelalterkitsch“, der „zäh und kraftlos“ daherkomme. Er bemängelte die historisch fehlerhaft gestaltete Rolle des Jakob Fugger und deren „desinteressierte“ Darstellung durch Herbert Knaup. Die Dialoge seien von „kongenialer Dämlichkeit“.
Auch für Oliver Jungen in der Frankfurter Allgemeinen war der ARD-Zweiteiler „Kitsch“. „Drei Stunden Seifenoper vor Palastkulisse, an deren Ende zwei Liebende in Zeitlupe in den Sonnenuntergang reiten. Frei Haus dazu nackte Haut, billige Klischees (die verführerische Zigeunerin) sowie – vereint in derselben Figur – kontrafaktischer Selbstbestimmungskitsch.“ Er lobte aber die „furiose Besetzung“ und befand, Rainer Kaufmann zeige eine „bildgewaltige Regie“.

## Unterschiede zum Roman
- Der Anfang mit Jakob Fuggers Geschäftsabschluss mit dem ungarischen Ingenieur Johann Thurzo (hier im Jahr 1484) kommt im Buch nicht vor.
- Im Buch ist Jakob Fugger mit Sibylle Artzt verheiratet, die Richards Tante ist. Sibylle kommt im Film nicht vor, Jakob Fugger ist hier ledig.
- Richard attackiert im Buch niemals Heinrich Institoris mit einem Messer.
- Im Buch wird Bruder Ludwig von der Inquisition hingerichtet.
- Die Handlung des Films lässt Richard wesentlich schneller erwachsen werden als im Buch vorgesehen. Richards im Buch beschriebener Aufenthalt im Florenz der Medici um 1490 kommt im Film gar nicht vor. Stattdessen erfolgt ein Zeitraffer zwischen 1484 und 1492.
- Im Buch begegnen sich Richard und Heinrich Institoris nicht in Innsbruck. Eine zweite Begegnung zwischen Richard und Institoris gibt es im Buch nicht.
- Im Buch reist Jakob Fugger nicht mit nach Italien.
- Die Intrigen um die Papstwahl Alexander VI sind im Buch anders dargestellt als im Film.
- Im Film wird Richard von Heinrich Institoris vergiftet. Im Buch wird er von Vittorio de Pazzi vergiftet. Pazzi kommt im Film nicht vor.
- Die Figur des Battista Nardini gibt es im Buch nicht. An ihrer Stelle steht der Mönch Mario Volterra, der im Gegensatz zu Nardini kein Antagonist ist.
- Im Roman schreiben Richard und Mario Volterra ein Buch, in dem sie die Hexenprozesse verurteilen. Das Buch kommt im Film nicht vor.
- Die im Buch gezeigte Kulturrevolution unter Girolamo Savonarola in Florenz kommt im Film nicht vor.
- Die Figur des Anton Eberding ist im Buch weniger bedeutsam als im Film und wird nicht als humorvoll beschrieben.
- Saviya wird im Buch nicht von Institoris entführt und gefoltert.
- Der Showdown in Rom mit Richards Degengefecht gegen die Inquisitoren existiert im Buch nicht.
- Der Film macht Heinrich Institoris zum Hauptantagonisten, im Buch ist er ein Nebencharakter.
- Jakob Fugger ist im Buch nicht Richards Vater, sondern ein angeheirateter Onkel. Die Bindung zwischen ihm und Richard ist im Film stärker als im Buch.
- Im Buch stirbt nicht Anton Eberding zum Schluss, sondern Mario Volterra.
- Cesare Borgia ist im Buch nicht Richards Feind und versucht niemals, Saviya zu töten.
- Richard verkündet im Film, er werde in die Heimatstadt seiner Mutter reisen. Im Buch wird dies nicht erwähnt.
- Allgemein hat das Buch ein wesentlich offeneres Ende als der Film.